# Премія НАН України імені Павла Аполлоновича Тутковського
Премія Національної академії наук України імені Павла Аполлоновича Тутковського — премія, заснована Національною академією наук України у 2007 році. Її присуджує Відділення наук про Землю НАН України за видатні наукові дослідження в галузі геології, географії, океанології, геоекології, кліматології та метеорології з періодичністю 2 рази на 3 роки. Названа на честь українського геолога, географа і педагога, академіка АН УРСР Павла Аполлоновича Тутковського.

## Лауреати премії
| Рік  | Премійовані роботи | Лауреати                          | Коротко про лауреата |
| ---- | --- | --------------------------------- | --- |
| 2007 | цикл наукових праць з палеонтології та стратиграфії кайнозою                                                                     | Гожик Петро Федосійович           | академік НАН України, директор Інституту геологічних наук НАН України                                                                 |
| 2007 | цикл наукових праць з палеонтології та стратиграфії кайнозою                                                                     | Іванік Михайло Михайлович         | доктор геолого-мінералогічних наук, завідувач відділу Інституту геологічних наук НАН України                                          |
| 2007 | цикл наукових праць з палеонтології та стратиграфії кайнозою                                                                     | Маслун Нінель Володимирівна       | кандидат геолого-мінералогічних наук, старший науковий співробітник Інституту геологічних наук НАН України                            |
| 2009 | наукова робота «Систематика четвертинних остракод України (довідник-визначник)»;                                                 | Дикань Наталія Іванівна           | доктор геологічних наук, провідний науковий співробітник Інституту геологічних наук НАН України                                       |
| 2010 | за серію наукових праць, присвячених проблемі взаємодії Землі з космічною речовиною                                              | Гуров Євген Петрович              | доктор геолого-мінералогічних наук, старший науковий співробітник Інституту геологічних наук НАН України                              |
| 2012 | монографія «Олег Степанович Вялов. Нариси життя та діяльності»                                                                   | Вялова Світлана Олегівна          | доктор історичних наук, провідний науковий співробітник Федеральної державної бюджетної установи «Российская национальная библиотека» |
| 2012 | монографія «Олег Степанович Вялов. Нариси життя та діяльності»                                                                   | Палій Володимир Михайлович        | кандидат геолого-мінералогічних наук, начальник відділу Президії НАН України                                                          |
| 2013 | за цикл праць «Геоекологічні умови формування і розробки родовищ вуглеводнів і пелоїдів Чорного моря»                            | Ємельянов Володимир Олександрович | доктор геолого-мінералогічних наук, головний науковий співробітник Інституту геологічних наук НАН України                             |
| 2013 | за цикл праць «Геоекологічні умови формування і розробки родовищ вуглеводнів і пелоїдів Чорного моря»                            | Пасинков Анатолій Андрійович      | доктор геолого-мінералогічних наук, доцент Таврійського національного університету імені В. І. Вернадського                           |
| 2013 | за цикл праць «Геоекологічні умови формування і розробки родовищ вуглеводнів і пелоїдів Чорного моря»                            | Савчак Олеся Зіновіївна           | кандидат геологічних наук, провідний науковий співробітник Інституту геології і геохімії горючих копалин НАН України                  |
| 2016 | за монографію «Геодинамічна еволюція та нафтогазоносність Азово-Чорноморського і Баренцевоморського периконтинентальних шельфів» | Павлюк Мирослав Іванович          | член-кореспондент НАН України, директор Інституту геології і геохімії горючих копалин НАН України                                     |
| 2019 | за монографію «Атлас-определитель каменноугольных спириферид Восточной Европы»                                                   | Полєтаєв Владислав Інокентійович  | доктор геолого-мінералогічних наук, виконувач обов'язків завідувача відділу Інституту геологічних наук НАН України                    |